# Connor Arendell
Connor Arendell (Cape Coral, 30 maart 1990) is een Amerikaanse golfer.
Connor is de zoon van Ronald en Denise Arendell. Hij groeide op in Cape Coral en ging naar de Mariner High School, waar hij in het schoolteam zat. Hij studeerde van 2008-2011. In 2008 ging hij een paar maanden aan de University of Louisville en dat najaar stapte hij over naar de University of Central Florida, waar hij college golf speelde voor de UCF Knights.
Hij kwalificeerde zich vijf keer voor het US Amateur (2006, 2007, 2008, 2009, 2010). In 2009 won hij het kwalificatietoernooi op de Kensington Golf and Country Club in Naples en haalde hij de laatste 16 maar verloor hij van Peter Uihlein.

In 2011 ging hij als amateur naar de Amerikaanse Qualifying School, hij kwalificeerde zich voor Stage 1 maar haalde Stage 2 niet.

## Overwinningen
onder meer:
- 2007 Southwest Florida Amateur, Cape Coral City Tournament (-11)

## Professional
Arendell werd eind 2011 profesional. Hij werd lid van het NIKE golfteam en speelde op de Web.com Tour. Eind 2013 kwalificeerde hij zich via de Tourschool voor de Europese PGA Tour van 2014. 